# Louise Catherine Breslau (rose)
Pour les articles homonymes, voir Louise Catherine Breslau et Breslau (homonymie).
La rose Louise Catherine Breslau, ou rose Louise C. Breslau, est un cultivar de rosier obtenu par le rosiériste français Joseph Pernet-Ducher en 1912 et nommé en l'honneur de la peintre Louise Catherine Breslau (1856-1927).
Toujours cultivée et commercialisée de nos jours, elle est l'une des plus anciennes roses à être dénommée en l'honneur d'une artiste féminine.

## Description

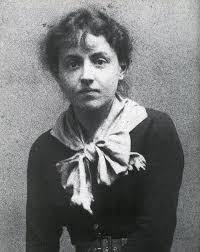
La peintre Louise Catherine Breslau, inspiratrice de la rose créée en 1912.

La rose Louise Catherine Breslau est un cultivar de rosier créé en 1912.  
Elle est dénommée à sa création « Louise Catherine Breslau » en hommage à la peintre allemande, de son vivant, amatrice de roses qu'elle cultive dans sa propriété de Neuilly-sur-Seine, une passion qu'elle partage en couple, avec sa compagne, l'artiste française Madeleine Zillhardt. 
Cette plante fait partie des nombreux cultivars de roses portant des noms de célébrités, et l'une des plus anciennes (1912) portant un nom d'artiste féminine, comme le seront plus tard les roses Ingrid Bergman (Danemark, 1984), Barbara (France, 1997), ou encore Brigitte Bardot (France, 2001). 
On peut l'admirer dans de nombreuses roseraies. Elle est buissonnante et à grandes fleurs doubles parfumées, à vingt pétales d'une couleur orange capucine allant sur le rose saumoné. Sa floraison démarre en mai et se poursuit jusqu'aux premières gelées. La durée de vie des fleurs est longue et elle dégage un parfum très fort. Espèce recherchée de rosier buisson, on peut aussi trouver parfois cette variété en rosier-tige.